# Norberto Acosta
Norberto Acosta (Salta, 22 de mayo de 1976), apodado «Beto», es un exfutbolista y actual entrenador argentino. Jugaba de lateral izquierdo y su primer equipo fue el Club Atlético River Plate de la Primera División de Argentina.

## Jugador

### Trayectoria

#### Selección nacional
Ha sido internacional con la Selección de fútbol de Argentina(Sub-20) en 5 ocasiones marcando 1 gol.[cita requerida]

### Clubes
| Club                   | País      | Año       |
| ---------------------- | --------- | --------- |
| River Plate            | Argentina | 1998-2000 |
| Instituto de Córdoba   | Argentina | 2000-2001 |
| River Plate            | Argentina | 2001      |
| Instituto de Córdoba   | Argentina | 2002      |
| Santiago Wanderers     | Chile     | 2002      |
| Defensores de Belgrano | Argentina | 2003-2004 |
| Platense               | Argentina | 2004-2006 |
| Juventud Unida (G)     | Argentina | 2006-2011 |

## Entrenador

### Clubes
| Club                    | País      | Año       |
| ----------------------- | --------- | --------- |
| Juventud Unida (G)      | Argentina | 2012–2016 |
| Central Norte (Salta)   | Argentina | 2017      |
| Gimnasia y Esgrima (ER) | Argentina | 2017–2019 |
| Chaco For Ever          | Argentina | 2019-2020 |
| Juventud Unida (G)      | Argentina | 2020-2022 |
| Deportivo Urdinarrain   | Argentina | 2022-2022 |
| Gimnasia y Esgrima (ER) | Argentina | 2023-     |

## Palmarés

### Como jugador

#### Campeonatos regionales
| Título                             | Club               | Estado       | Año  |
| ---------------------------------- | ------------------ | ------------ | ---- |
| Liga Departamental de Gualeguaychú | Juventud Unida (G) | Gualeguaychú | 2011 |

#### Campeonatos nacionales
| Título                  | Club        | País      | Año    |
| ----------------------- | ----------- | --------- | ------ |
| Primera División        | River Plate | Argentina | A-1997 |
| Primera División        | River Plate | Argentina | C-2000 |
| Primera B Metropolitana | Platense    | Argentina | 2006   |

### Como entrenador
| Título             | Club               | País      | Año     |
| ------------------ | ------------------ | --------- | ------- |
| Torneo Argentino B | Juventud Unida (G) | Argentina | 2012-13 |
| Torneo Federal A   | Juventud Unida (G) | Argentina | 2014    |